# Alfredo Alcaín
Alfredo Alcaín, né à Madrid en 1936 est un peintre, graveur et illustrateur espagnol.

## Biographie
Il suit des études artistiques à l'Académie royale des beaux-arts de San Fernando de Madrid entre 1953 et 1958, puis étudie la gravure et la lithographie à l'École national des arts graphiques, et enfin la décoration cinématographique à l'École national de cinématographie de Madrid entre 1961 et 1964.
En 2003 il obtient le prix national d'arts plastiques.

## Œuvre
Le style de son œuvre entre dès les années 1960 dans un langage très proche du Pop Art, dont il est le fer de lance de son pays, conjointement à Luis Gordillo, afin de réagir à l'informalisme du Grupo El Paso. Il conserve cette approche tout au long de sa carrière, mais évolue plus tard vers l'abstraction cubiste. Mais le modèle américain est transformé par Alcaín quand il cherche à inclure dans ses créations un caractère particulièrement puriste et populaire et quand il oscille entre la culture pop et le réalisme critique.
Il utilise une grande panoplie de supports et de techniques allant de l'affiche à la broderie en passant par le collage, mais se diversifie également en faisant de la sculpture et de la gravure.
Son œuvre est présente dans des collections et musées tels que le Círculo de Bellas Artes (Madrid), le musée d'art contemporain (Séville), le musée international Salvador Allende (Santiago de Chile), le musée d'histoire de Madrid, la Bibliothèque nationale d'Espagne (Madrid), le musée des beaux-arts de Bilbao ou le musée national centre d'art Reina Sofía (Madrid).